# Hème c
Pour l’article ayant un titre homophone, voir MC.
L’hème c est une forme d'hème qu'on trouve notamment dans le cytochrome c. Il est constitué d'un macrocycle porphyrine chélatant un cation ferreux Fe2+.
Il est caractérisé par le remplacement de deux chaînes latérales vinyle de l'hème b par deux liaisons thioester vers l'apoprotéine. Il est donc lié plus étroitement à la protéine que l'hème b, qui est lié à la protéine par liaison covalente de coordination avec l'ion ferreux et est ainsi plus facilement dissocié.

## Structure chimique
- Composant principal : L'hème C est constitué d'un noyau porphyrine similaire à celui des autres hèmes, avec un ion Fe²⁺ au centre, mais il se distingue par ses chaînes latérales modifiées.
- Modification spécifique : L'hème C est caractérisé par la présence de deux liaisons thioester entre le sulfur des cystéines de la protéine et les chaînes latérales de l'hème, remplaçant les groupements vinyles présents dans l'hème B. Cette liaison covalente unique rend l'hème C plus étroitement lié à la protéine qu'à l'hème B, qui est relié à la protéine par une liaison covalente de coordination avec l'ion Fe²⁺, facilitant ainsi sa dissociation plus facile.

## Rôle biologique
1. Chaîne de transport des électrons :
  - L’hème C dans le cytochrome c joue un rôle majeur dans le transfert des électrons au sein de la chaîne de transport des électrons mitochondriale. Il permet la réduction de l'oxygène au niveau du complexe IV (cytochrome c oxydase), contribuant ainsi à la production d’ATP via la phosphorylation oxydative.
2. Propriétés redox :
  - Le cytochrome c, grâce à l'hème C, est impliqué dans des réactions redox (réduction et oxydation), permettant le passage des électrons d’un complexe enzymatique à l’autre dans la chaîne respiratoire. Ces réactions sont essentielles pour la conversion de l'énergie chimique stockée dans les nutriments en une forme utilisable par la cellule (ATP).
3. Rôle dans l'apoptose :
  - En plus de sa fonction dans la respiration cellulaire, le cytochrome c (et donc l’hème C) joue également un rôle clé dans l'apoptose. En réponse à certains signaux de stress, le cytochrome c est libéré du mitochondrie vers le cytosol, où il active une cascade de caspases, entraînant la mort cellulaire programmée.
4. Structure et interactions protéiques :
  - L'hème C est lié de manière covalente à la protéine (cytochrome c) via des ponts thioéther entre les résidus cystéine de la protéine et les groupes thioester de l'hème. Cette liaison robuste est une différence importante par rapport à l’hème B, qui est lié par une coordination moins stable.

## Distribution et sources
L'hème C est principalement retrouvé dans les cellules des organismes eucaryotes où la respiration aérobie a lieu, en particulier dans les mitochondries, organites responsables de la production d'énergie dans les cellules animales, végétales et fongiques. On le trouve aussi dans certains bactéries aérobies qui utilisent un mécanisme similaire de respiration.

## Pathologies associées
Les altérations dans la structure ou la fonction des cytochromes C contenant l'hème C peuvent être liées à des maladies mitochondriales, incluant des troubles respiratoires cellulaires, des déficits énergétiques, ainsi que des pathologies neurodégénératives. Par exemple, une dysfonction dans l’hème C ou dans son interaction avec le cytochrome c peut interférer avec la production d’ATP ou altérer les mécanismes de contrôle de la mort cellulaire, contribuant à des conditions telles que la maladie de Parkinson ou d'autres troubles métaboliques.

## Recherches et applications
- Des recherches récentes explorent le rôle de l’hème C dans des mécanismes pathologiques comme l'inflammation et la réponse immunitaire.
- En médecine, des inhibiteurs de la chaîne respiratoire, qui ciblent des composants comme le cytochrome c, sont étudiés pour leur potentiel thérapeutique, notamment dans les traitements du cancer et des maladies métaboliques.